# Gare de Bretenoux - Biars
La gare de Bretenoux - Biars est une gare ferroviaire française, de la ligne de Souillac à Viescamp-sous-Jallès, située sur le territoire de la commune de Biars-sur-Cère, à proximité de Bretenoux, dans le département du Lot, en région Occitanie.
Elle est mise en service en 1891 par la Compagnie du chemin de fer de Paris à Orléans (PO).
C'est une gare de la Société nationale des chemins de fer français (SNCF), desservie par un Intercités de nuit et des trains express régionaux (TER).

## Situation ferroviaire
Établie à 141 mètres d'altitude, la gare de Bretenoux - Biars est située au point kilométrique (PK) 653,544 de la ligne de Souillac à Viescamp-sous-Jallès, entre les gares ouvertes de Puybrun et de Laval-de-Cère. Elle est séparée de cette dernière par la gare fermée de Port-de-Gagnac.

## Histoire
La gare de Bretenoux - Biars est mise en service le 11 mai 1891 par la Compagnie du chemin de fer de Paris à Orléans (PO), lorsqu'elle ouvre à l'exploitation la section de Saint-Denis-près-Martel à Viescamp-sous-Jallès,.
En 1896, la Compagnie du PO indique que la recette de la gare de « Bretenoux » pour l'année entière est de 245 321 francs.

### Fréquentation
En 2023, selon les estimations de la SNCF, la fréquentation annuelle de la gare s'élève à 25 045 voyageurs.

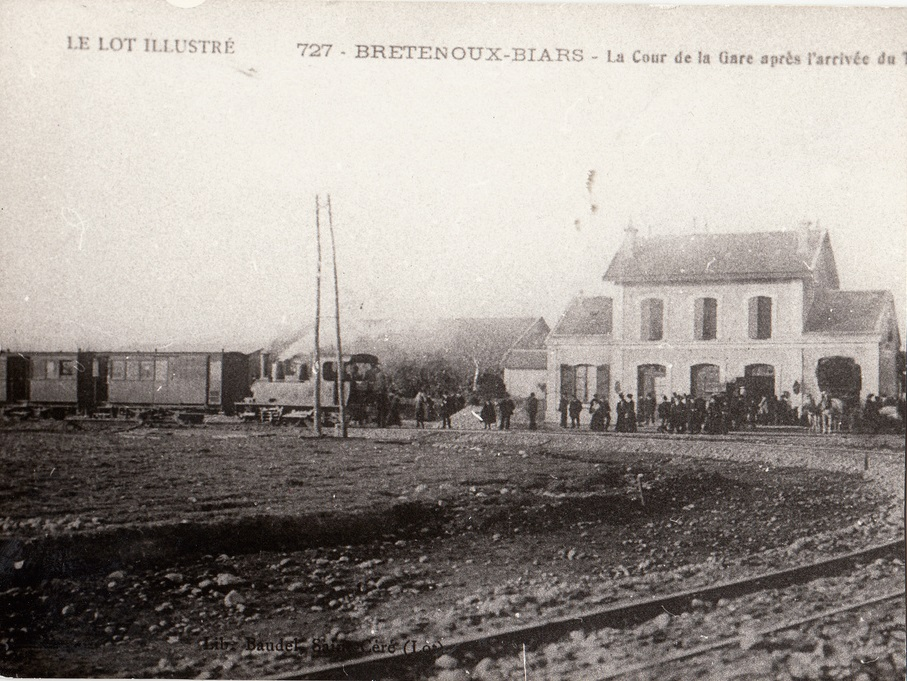
Bâtiment voyageurs dans les années 1900 avec arrivée du tramway.
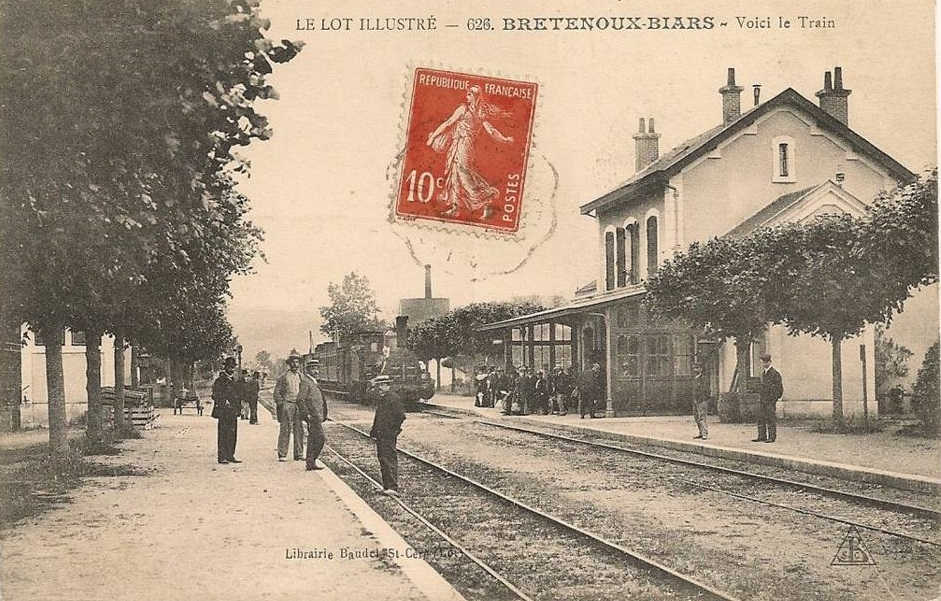
Arrivée en gare d'un train dans les années 1900.

## Service des voyageurs

### Accueil
Gare SNCF, elle dispose d'un bâtiment voyageurs, avec guichet, ouvert tous les jours. Une traversée piéton par passage planchéié permet le franchissement des voies et l'accès au deuxième quai. C'est une gare d'évitement disposant d'une deuxième voie pour le croisement des trains circulant sur cette ligne à voie unique.

### Desserte
Bretenoux - Biars est desservie par un Intercités de nuit, reliant Paris-Austerlitz à Aurillac, et par des trains régionaux TER Auvergne-Rhône-Alpes, qui effectuent des missions entre les gares de Brive-la-Gaillarde et d'Aurillac.

### Intermodalité
Un parking est aménagé.

## Galerie de photographies

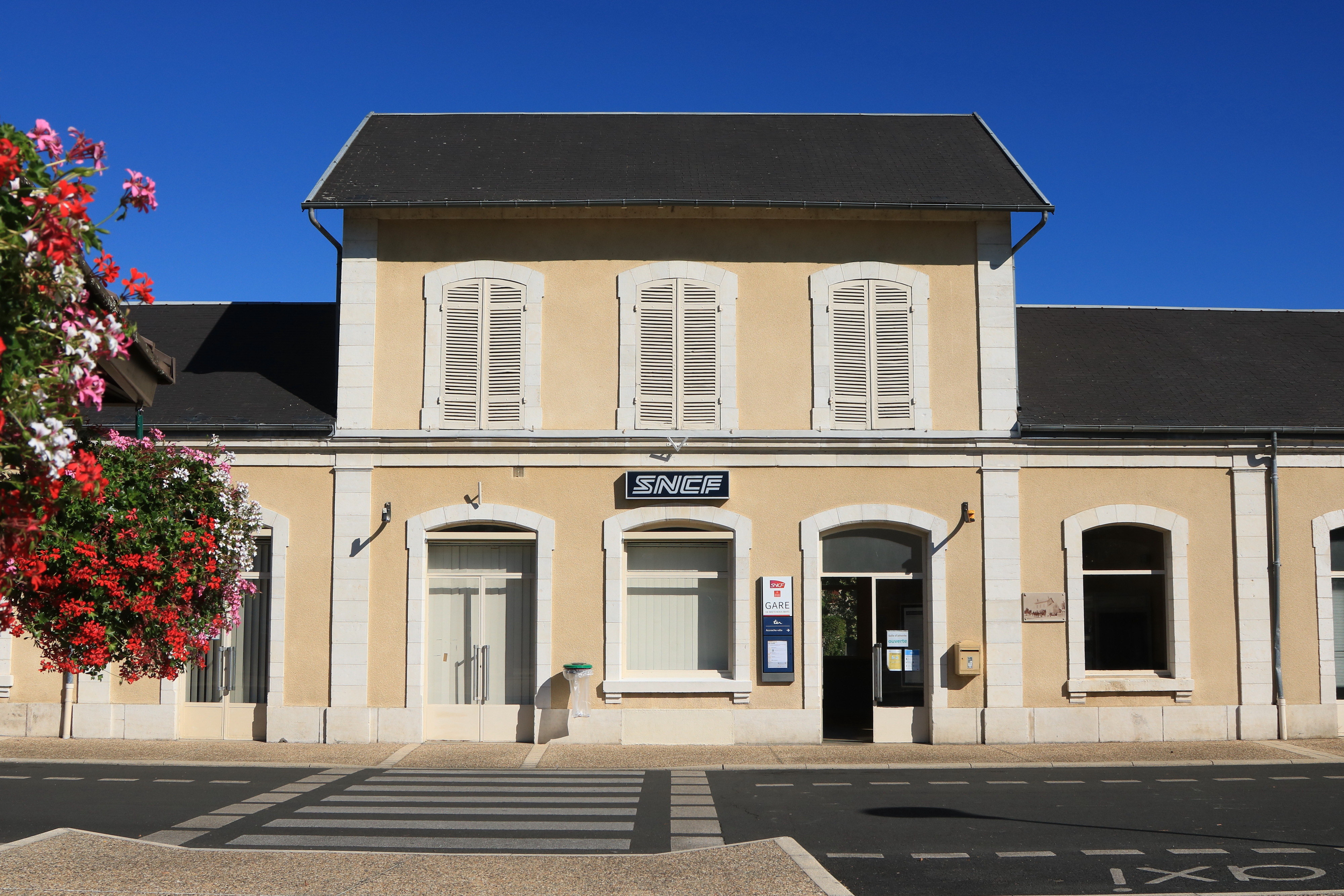
Vue de face du BV.
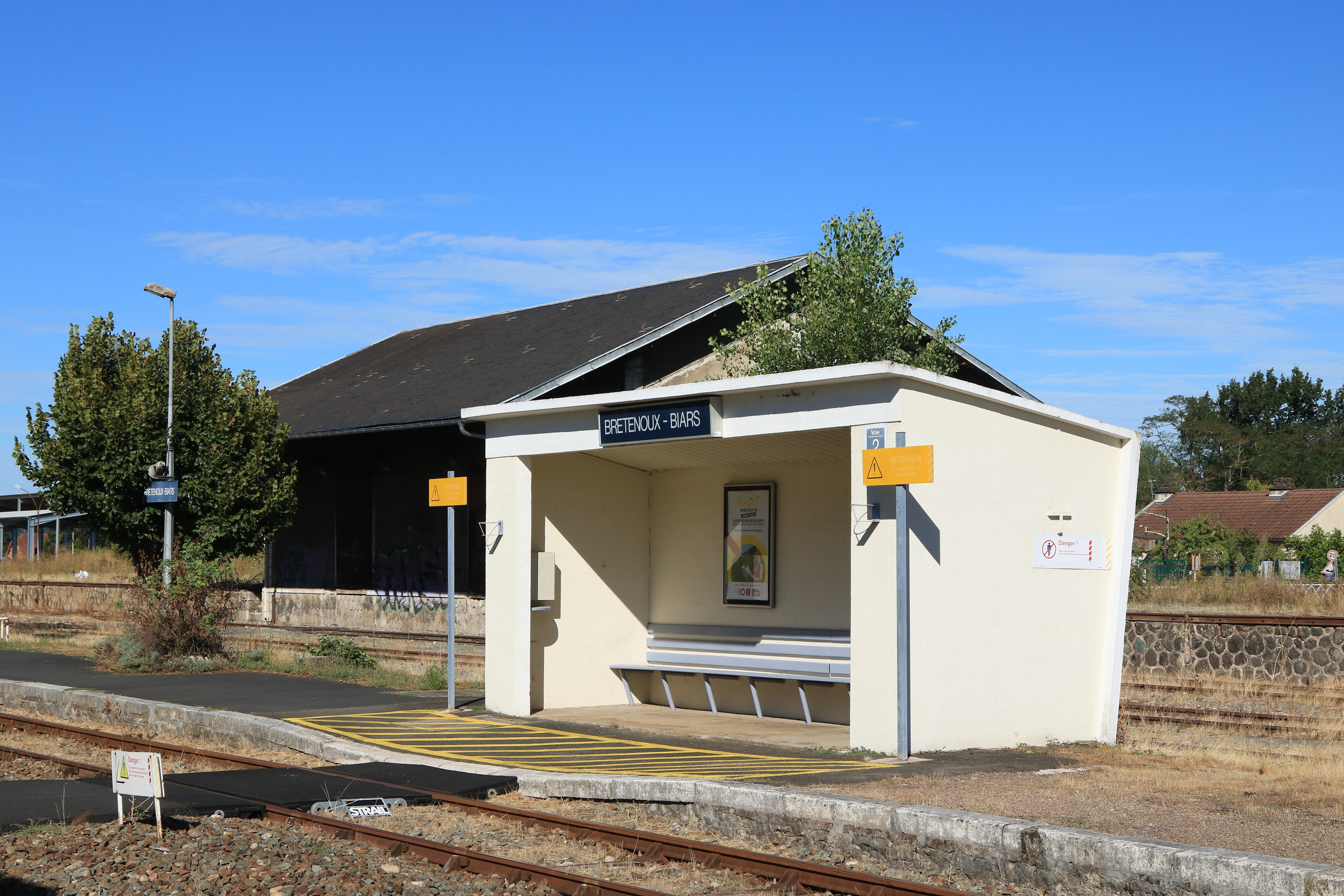
Abri de quai.
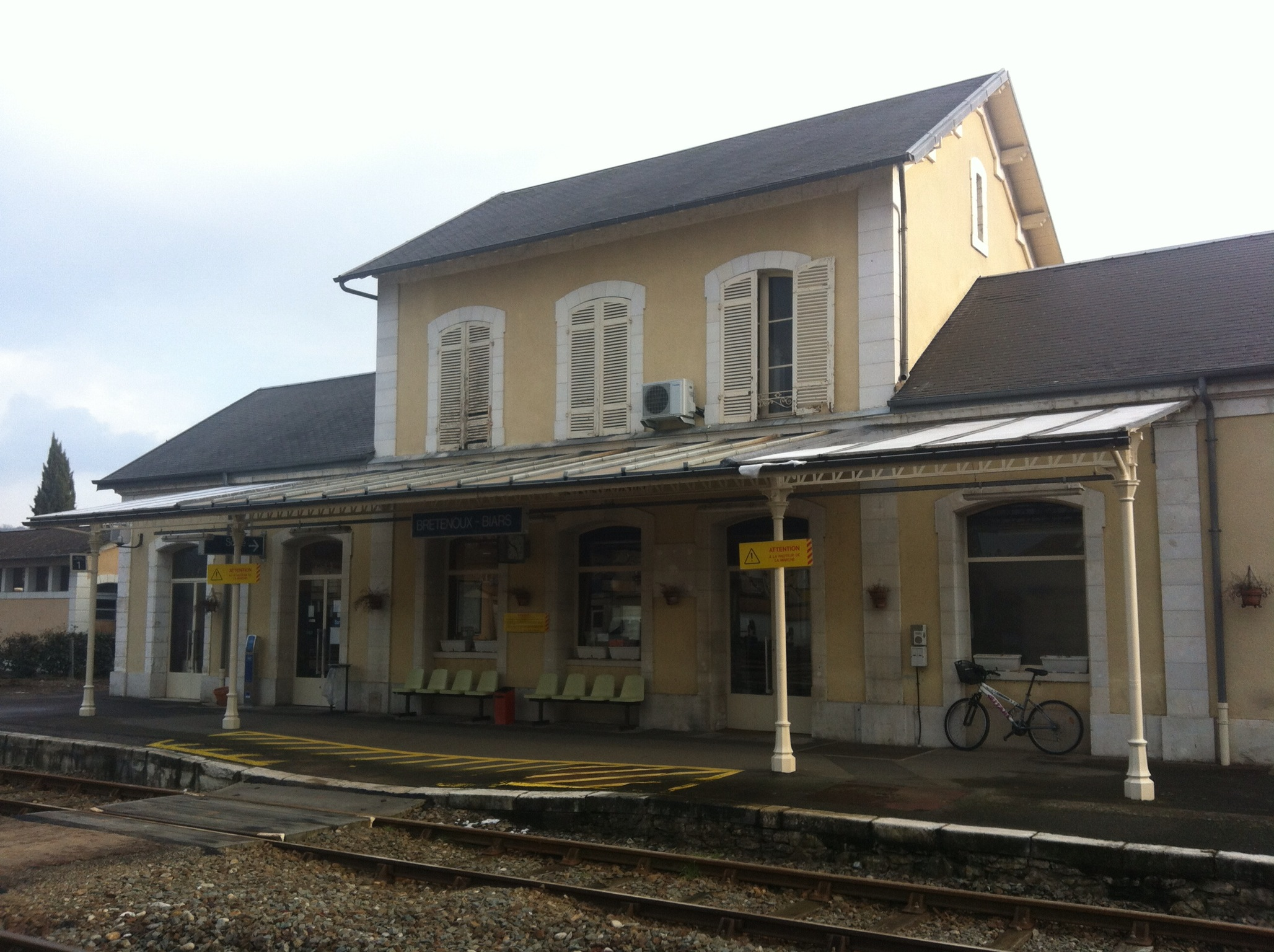
BV vu du quai.
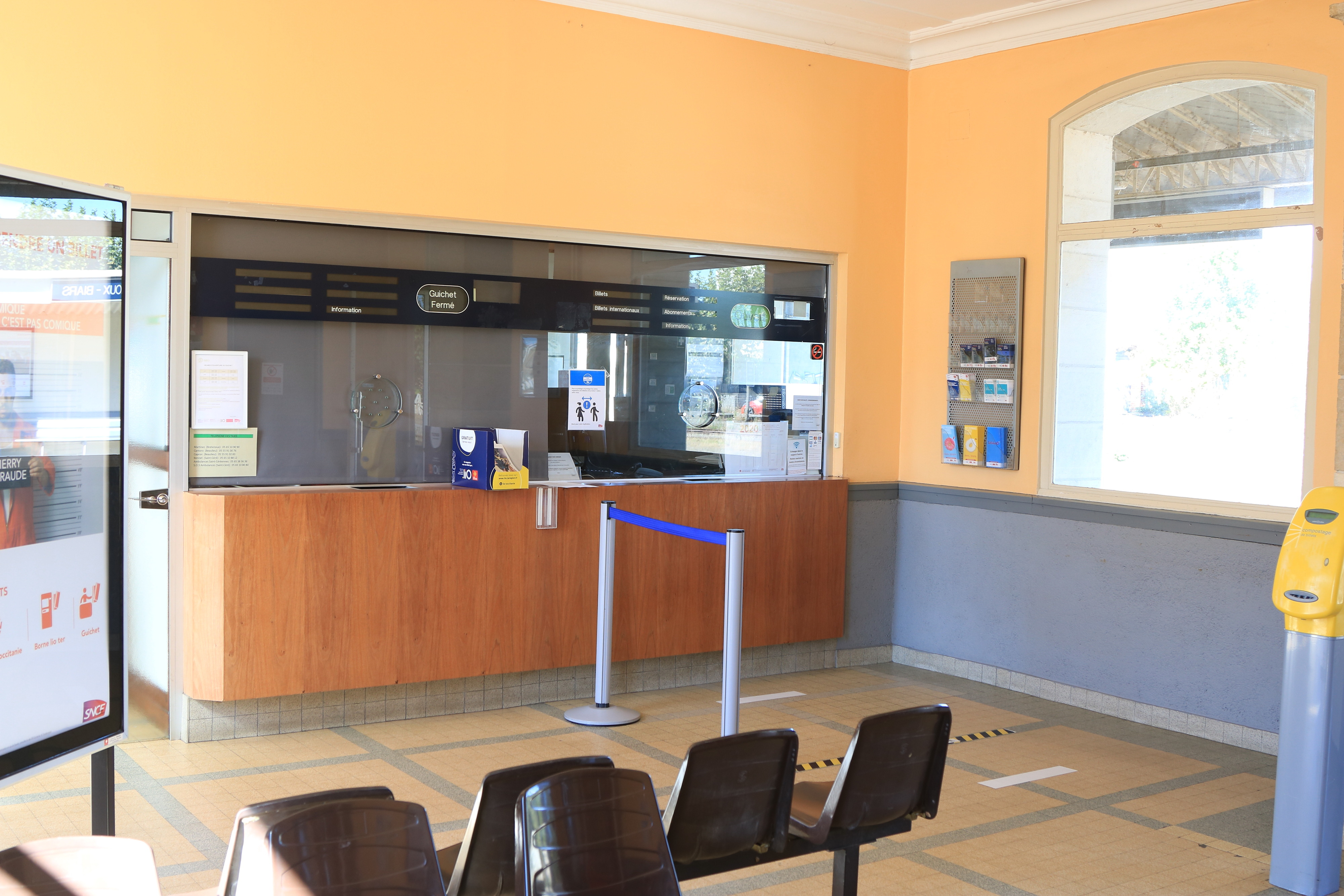
Guichet.